# Пусарла Венката Синдху
Пусарла Венката Синдху (телугу పూసర్ల వెంకట సింధు; род. 5 июля 1995, Хайдарабад) — профессиональная индийская бадминтонистка, двукратный призёр Олимпийских игр и чемпионка мира 2019 года. Она первая индианка, ставшая чемпионкой мира по бадминтону, и вторая бадминтонистка, выигравшая две олимпийских медали для своей страны. В апреле 2017 года она достигла наивысшей позиции в мировом рейтинге, став второй.
Пусарла вошла в топ-20 мирового рейтинга BWF в сентябре 2012 года в возрасте 17 лет. Начиная с 2013 года, она выигрывала медали на всех чемпионатах мира, за исключением 2015 года. Она вторая женщина после Чжан Нин, выигравшая пять или более медалей на чемпионатах мира. Она представляла Индию на летних Олимпийских играх 2016 года (Рио), став первой индийской бадминтонисткой, вышедшей в финал. Пусарла завоевала серебряную медаль, проиграв испанке Каролине Марин. На следующей Олимпиаде в 2020 году в Токио она завоевала бронзовую медаль, став первой индийской женщиной, выигравшей две олимпийские медали.
Пусарла выиграла титул суперсерии на China Open 2016, а затем дошла ещё до четырёх финалов в 2017 году, победив в Южной Корее и Индии. Кроме того, она выиграла серебряные медали на Играх Содружества 2018 года и Азиатских играх 2018 года.
Она вошла в список Forbes в числе самых богатых спортсменок с зарплатой 8,5 миллиона долларов США в 2018 и 5,5 миллиона в 2019. Удостоена спортивной награды Дхьяна Ганди Кхел Ратны и четвёртой по величине гражданской награды страны Падма Шри. В январе 2020 года она также была удостоена Падма Бхушан, третьей по величине гражданской награды Индии.

## Биография
Пусарла Венката Синдху родилась и выросла в Хайдарабаде в семье П. В. Раманы и П. Виджая. Рамана, работавший на Индийских железных дорогах, родился в Нирмале. Виджая родом из Виджаявады в штате Андхра-Прадеш. И мать, и отец были волейболистами. Её отец Рамана, который был членом индийской волейбольной команды, завоевал бронзовую медаль на Азиатских играх 1986 года в Сеуле. В 2000 году он был удостоен премии Арджуны за вклад в спорт.
Пусарла живёт в Хайдарабаде. Она получила образование в средней школе Auxilium и в женском колледже Святой Анны. Хотя её родители играли в волейбол, она предпочла бадминтон, потому что была вдохновлена успехами Пуллелы Гопичанд, чемпионки All England Open 2001 года. В конце концов, она начала играть в бадминтон в возрасте восьми лет. Первым её тренером был Мехбуб Али в Индийском железнодорожном институте инженерии и телекоммуникаций в Секундерабаде. Вскоре после этого она перешла в Академию Гопичанд, которую основала Пуллела Гопичанд.
Пусарла выиграла несколько титулов: в возрастной категории до 10 лет она выиграла 5-й чемпионат Servo All India в парной категории и титул в одиночном разряде на Ambuja Cement All India. В категории до 13 лет она выиграла титул в одиночном разряде на турнире в Пондичерри, победила в парном разряде на турнире Кришна Кайтана и других турнирах. Она также выиграла командную золотую медаль среди спортсменов до 14 лет на 51-х Индийских играх. Позже она перешла от Гопичанд к южнокорейскому тренеру Пак Тхэсану.

## Карьера

### 2009—2011
Пусарла дебютировала на международном уровне в возрасте 14 лет. Она стала бронзовым призёром чемпионата Азии среди юниоров 2009 года, проходившего в Коломбо. В 2010 году на Иран Фаджр Интернэшнл она выиграла серебряную медаль в одиночном разряде. Она дошла до четвертьфинала чемпионата мира среди юниоров 2010, который проходил в Мексике, где проиграла китаянке Суо Ди в трёх партиях.
В 2011 году она выиграла Maldives International Challenge, в июне победив соотечественницу П. К. Туласи. В следующем месяце она также выиграла Международный турнир Индонезии. Она стала финалисткой на Открытом чемпионате Нидерландов, где проиграла голландке Яо Цзе 16:21, 17:21. Затем она выиграла международный турнир в Швейцарии, обыграв Каролу Ботт из Германии в финале. Она проиграла во втором раунде чемпионата мира среди юниоров Юки Фукусиме 21:15, 18:21, 21:23. Позже в том же году она выиграла международный турнир в Индии, победив Саяли Гокхале.

### 2012
16-летняя Пусарла продолжила участие на Открытом чемпионате Англии. Она вышла в основную сетку, но проиграла Дай Цзыин в трёх партиях. 7 июля 2012 года она выиграла чемпионат Азии среди юниоров, победив япоку Нозоми Окухару в финале 18:21, 21:17, 22:20. В турнире China Masters Super Series она победила олимпийскую чемпионку Олимпийских игр 2012 года в Лондоне Ли Сюэжуй 21:19, 9:21, 21:16 и вышла в полуфинал, но затем проиграла четвёртой сеяной Цзян Яньцзяо из Китая 10:21, 21:14, 19:21.
Затем Пусарла приняла участие на чемпионате Индии, который прошёл в Сринагаре. В финале она проиграла Саяли Гохале 15:21, 21:15, 15:21. При этом она играла на фоне травмы, полученной на China Open. Она решила пропустить чемпионат мира из-за травмы. Заняла второе место на Гран-при Индии Сайеда Моди, проходившем в Лакхнау в декабре 2012 года, уступив Линдавени Фанетри в трёх партиях.

### 2013
Пусарла победила Ван Шисянь во 2-м раунде чемпионата Азии и вышла в четвертьфинал, где проиграла Эрико Хиросэ из Японии в трёх партиях. Она достигла 15-го места мировом рейтинге. Пусарла выиграла титул на турнире в Малайзии, победив сингапурку Гу Хуан 21:17, 17:21, 21:19. Это была её первая победа на Гран-при. Она участвовала в чемпионате мира 2013 года. По результатам жеребьёвки стала десятой сеяной, в первом раунде победила Каори Имабэппу из Японии 21:19, 19:21, 21:17, а затем сумела пройти действующую чемпионку Ван Ихань из Китая 21:18, 23:21, причём поединок длился всего 54 минуты. В четвертьфинале она встретилась с другой китаянкой Ван Шисян, и обыграла её 21:18, 21:17, второй раз в истории Индии выиграв медаль в одиночном разряде на чемпионате мира (после Пракаша Падуконе в 1983). В полуфинале она проиграла абсолютной чемпионке Ратчанок Интанон.
Пусарла была награждена премией Арджуна. В Индийской лиге бадминтона 2013 года она была капитаном команды Awadhe Warriors. Её команда вышла в полуфинал, где обыграла «Мумбаи Маратас», но проиграла в финале «Хайдарабад Хотшотс». 1 декабря 2013 года она выиграла золото на Гран-при Макао, победив канадку Мишель Ли, при этом была первой сеяной. Финальный матч закончился со счётом 21:15, 21:12 за 37 минут.

### 2014
Пусарла дошла до финала Золотого Гран-при Индии 2014 года, но проиграла своей соотечественнице Саине Нехвал. Она завоевала первую медаль на чемпионате Азии после победы над Пусанан Онгбамрунгпхан в четвертьфинале. Затем Пусарла дошла до полуфинала Игр Содружества 2014 года в женском одиночном разряде, где проиграла будущей чемпионке Мишель Ли из Канады. Позже она выиграла у малайзийки Ти Цзин И и завоевала бронзовую медаль.
На чемпионате мира 2014 года, проходившем в Дании, Пусарла была одиннадцатой сеяной. Она победила россиянку Ольгу Архангельскую в первом раунде в двух партиях. Затем она в упорном матче против Пэ Ён Чжу в 1/8 финала победила 19:21, 22:20, 25:23. Победив Ван Шисян в четвертьфинале в трёх сетах: 19:21, 21:19, 21:15, Пусарла стала первой индианкой, выигравшей две медали чемпионата мира, хотя и проиграла в полуфинале будущей золотой медалистке Каролине Марин и осталась и бронзой. Она защитила свой титул Macau Open, победив Ким Хёмин из Южной Кореи в финале.

### 2015
Пусарла была близка к победе против Ли Сюэруй на чемпионате Азии, но проиграла 21:11, 19:21, 8:21. На чемпионате мира 2015 года она победила Лайн Хоймарк Кьэрсфельдт из Дании в 1-м раунде. Затем она взяла реванш у Ли Сюэруй, снова выйдя в четвертьфинал, где проиграла кореянке Сон Джихён 21:17, 19:21, 16:21.
В октябре на Открытом чемпионате Дании Пусарла вышла в свой первый финал суперсерии. На пути к финалу она победила трёх сеяных игроков: Дай Цзыин, Ван Ихань и Каролину Марин. В финале она проиграла действующей чемпионке Ли Сюэруй в двух партиях. В ноябре Пусарла завоевала третий подряд титул на Золотом Гран-при Макао после победы над японкой Минацу Митани в финале 21:9, 21:23, 21:14.
В 2015 году у неё случился стрессовый перелом, из-за которого она не могла играть в течение почти шести месяцев, но все же сумела пройти отбор на Олимпийские игры в Рио-де-Жанейро в 2016 году.

### 2016
В январе Пусарла выиграла титул на Золотом Гран-при в Малайзии после победы над Кирсти Гилмор из Шотландии в финале. На чемпионате Азии она проиграла Дай Цзыин во 2-м раунде, хотя имела матч-поинт.
В женском одиночном разряде на Олимпийских играх в Рио Пусарла была посеяна под девятым номером в жеребьёвке и попала в группу М. На групповом этапе она победила венгерку Лауру Шароши (2-0) и канадку Мишель Ли (2-1). Далее она прошла Дай Цзыин (2-0) в 1/8 финала, а затем победила Ван Ихань в четвертьфинале в двух сетах. Позже она встретилась с японкой Нозоми Окухара в полуфинале, выиграла в двух сетах и обеспечила себе медаль. В финале она проиграла Каролине Марин из Испании в трёх сетах в 83-минутном матче. Пусарла стала самой молодой медалисткой от Индии на Олимпиаде и вторым спортсменом Индии, завоевавшим медаль в бадминтоне.
Пусарла завоевала титул на Thaihot China Open, победив Сун Ю 21:11, 17:21, 21:11, и стала первой индианкой после Сайны Нехвал, кому это удалось. Она также была финалистом Открытого чемпионата Гонконга, но проиграла Дай Цзыин. Благодаря стабильным выступлениям она прошла в финал суперсерии. Она победила Аканэ Ямагути (2-1), проиграла Сун Ю (0-2) и выиграла у Каролины Марин (2-0) на групповом этапе. С двумя победами в группе она вышла в полуфинал, где проиграла Сон Джихён со счётом 15:21, 21:18, 15:21.

### 2017
Пусарла выиграл международный турнир «Сайед Моди», победив в финале Грегорию Мариску Тунджунг из Индонезии. В суперсерии India Open она выиграла титул, обыграв Каролину Марин в двух партиях. В апреле 2017 года она заняла наивысшее в карьере второе место в мировом рейтинге. На чемпионате мира 2017 года, проходившем в Шотландии, она заняла 4-е место. В 1/16 финала она победила кореянку Ким Хёмин в двух партиях, а затем прошла Чён Нганьи из Гонконга в упорном матче, завершившимся со счётом 19:21, 23:21, 21:17. После этого она победила китаянок Сунь Юй в четвертьфинале и Чэн Юфэй в полуфинале. Обе игры завершились за две партии. Тем не менее, в финале индианка проиграла Нодзоми Окухаре 19:21, 22:20, 20:22. Этот матч длился 110 минут, став вторым по продолжительности в женском одиночном разряде в истории бадминтона. Финал против Окухары называют одним из лучших финалов женского одиночного разряда.
Пусарла победила Окухару в финале Korea Open Super Series 2017 со счётом 22:20, 11:21, 21:18, тем самым став первой индианкой, выигравшим Korea Open. В августе она была назначена на должность Deputy Collector в округе Кришна штата Андхра-Прадеш. На открытом чемпионате Гонконга она встретилась в финале с Дай Цзыин, но проиграла в двух партиях. На групповом этапе финала Dubai World Superseries она выиграла все матчи. Её соперниками были Хэ Бинцзяо (2:1), Саяки Сато (2:0) и Аканэ Ямагути (2:0). Затем она победила Чэнь Юфэй (2:0) и вышла в финал, но проиграла японке Аканэ Ямагути 21:15, 12:21, 19:21. Матч продолжался 94 минуты.

### 2018
Пусарла снова потерпела неудачу в финале, на этот раз на домашнем турнире India Open против Чжан Бэйвэнь из Китая. Пусарла не сумела в третьей партии реализовать матч-поинт. На Открытом чемпионате Англии она вошла в четвёрку лучших, но проиграла в полуфинале третьей ракетке мира Аканэ Ямагути со счётом 21:19, 19:21, 18:21. Она участвовала на Играх Содружества 2018 в Голд-Косте, выиграв золото в смешанном командном зачёте и серебряную медаль в одиночном разряде. Затем она вышла в финал Thai Open, но вновь проиграла и стала серебряным призёром.
Пусарла была посеяна под третьим номером на чемпионате мира 2018 года. Она выиграла первые схватки против Фитриани и Сон Джихён в двух партиях. Затем она столкнулась с действующей чемпионкой Нодзоми Окухара и победила её 21:17, 21:19. В полуфинале она победила вторую сеяную Аканэ Ямагути 21:16, 24:22. Она выиграла свою вторую серебряную медаль, проиграв Каролине Марин 19:21, 10:21. Для Пусарлы это стала четвёртая медаль чемпионатов мира.
Пусарла была посеяна под третьим номером на Азиатских играх 2018 года . В первом раунде она победила вьетнамку Ву Тхи Чанг 21:10, 12:21, 23:21, а затем оказалась сильнее Грегории Мариски Тунджунг 21:12, 21:15. В четвертьфинале она прошла тайскую бадминтонистку Нитчаон Джиндапол, а в полуфинале японку Аканэ Ямагути. В финале она уступила первой сеяной Дай Цзыин, впервые в истории Индии завоевав серебро в женском одиночном разряде.
В конце года Пусарла прошла квалификацию в финал мирового тура 2018 года. На групповом этапе она победила действующую чемпионку Аканэ Ямагути (2:0), а также Дай Цзыин (2:1) и Чжан Бэйвэнь (2:0). В полуфинале она прошла Ратчанок Интанон (2:0) и вышла в финал, где взяла реванш у Нодзоми Окухары 21:19, 21:17 и стала единственным индийским бадминтонистом, победившим на этом турнире.

### 2019-20
Пусарла по результатам аукциона вошла в команду «Хайдерабад Хантерс», однако команда проиграла в полуфинале «Мумбаи Рокетс». Она участвовала в Национальном чемпионате Индии по бадминтону, где дошла до финала, проиграв трёхкратной чемпионке Сайне Нехвал 18:21, 15:21. Незадолго до Открытого чемпионата Англии она расторгла контракт с Yonex и подписала новый с Li-Ning на 4 года на сумму почти 500 миллионов рупий. В результате она получила новую ракетку и оборудование, привыкая к ним в течение 2-3 недель. Она дошла до своего первого финала в сезоне на Открытом чемпионате Индонезии, где проиграла Аканэ Ямагути из Японии 15:21, 16:21.
На чемпионате мира она заняла пятое место. Пусарла начала турнир с побед над Пай Юпо и Чжан Бэйвэнь в двух партиях. Затем она победила Дай Цзыин 12:21, 23:21, 21:19 и вышла в полуфинал, где обыграла Чэнь Юфэй. В финале против Нодзоми Окухара она выиграла 21:7, 21:7 и стала первой индианкой, выигравшей золото на чемпионате мира.
Несмотря на то, что она заняла 15-е место в Мировом туре, Пусарла получила вайлдкард в финал мирового тура BWF 2019 в Гуанчжоу. Тем не менее в группе она проиграла Чен Юфэй (1:2) и Аканэ Ямагути (1:2), победила Хэ Бинцзяо 21:19, 21:19, и не вышла из группы. 8 марта 2020 года она была признана спортсменкой года Индии по версии Би-би-си. В апреле она была избрана одним из послов кампании BWF «Я — бадминтон», направленной на пропаганду чистой и честной игры.

### 2021
Пусарла вышла в первый финала за более чем 18 месяцев на Swiss Open, где потерпела поражение от Каролины Марин 12:21, 5:21. Затем она проиграла Порнопави Чочувонг из Таиланда в полуфинале открытого чемпионата Англии 17:21, 9:21. В мае она стала одним из двух послов в кампании Международного олимпийского комитета «Верю в спорт», направленной на предотвращение манипулирования соревнованиями в этом виде спорта.
Пусарла была посеяна под шестым номером на Олимпийских играх в Токио. Она выиграла оба групповых матча у израильтянки Ксении Поликарповой и представительницы Гонконга Чён Нганьи и вышла в плей-офф. В матче против Мии Блихфельдт в 1/8 финала она также одержала победу и вышла в четвертьфинал, где прошла Аканэ Ямагути 21:13, 22:20. Её соперницей по полуфиналу была Дай Цзыин, которая одержала победу 18:21, 12:21. В матче за бронзовую медаль индианка победила Хэ Бинцзяо из Китая. Она стала четвёртой бадминтонисткой, завоевавшей медали на двух Олимпийских играх подряд.
Она отметила медитативные практики, предлагаемые Сахадж Марг, которые помогли ей сохранять спокойствие даже в трудные моменты и позволили ей добиться успеха на Играх в Токио.
Пусарла вышла в финал мирового тура 2021 года. На групповом этапе она обыграла Лине Кристоферсен и Ивонн Ли, но уступила Пхорнпави Чхочхувонг. Со второго места в своей группе она прошла в полуфинал, где одержала победу над Аканэ Ямагути. В финальном матче встретилась с Ан Сеён, проиграв в двух сетах — 16:21, 12:21.

## Награды
В отчёте Economic Times, опубликованном в марте 2017 года, отмечается, что она уступает по уровню доходов от спонсоров только Вирату Кохли (крикет). Пусарла зарабатывает за один день от 10 до 12,5 миллиона индийских рупил.
У Пусарлы есть контракты с JBL, Bridgestone Tyres, Gatorade, Moov, Myntra, Flipkart, Nokia и Panasonic . Она также сотрудничает с Stayfree, Health Drink Boost, APIS Himalaya, Ojasvita и Bank of Baroda.

## Личная жизнь
Пусарла работает в Bharat Petroleum с июля 2013 года в качестве помощника спортивного менеджера в офисе в Хайдарабаде. После того, как она выиграла серебряную медаль на Олимпийских играх в Рио, её повысили до заместителя спортивного менеджера. Она была назначена первым представителем бренда Bridgestone в Индии. В июле 2017 года она была назначена на должность Deputy Collector правительством Андхра-Прадеш.
Она была знаменосцем Индии на церемонии открытия Игр Содружества 2018 года.